# Fabryka Aparatury Pomiarowej Pafal
Fabryka Aparatury Pomiarowej „Pafal” Spółka Akcyjna – polskie przedsiębiorstwo przemysłu elektromaszynowego z siedzibą w Świdnicy. Producent urządzeń pomiarowych do gazu i prądu. Należy do grupy kapitałowej „Apator”.

## Historia

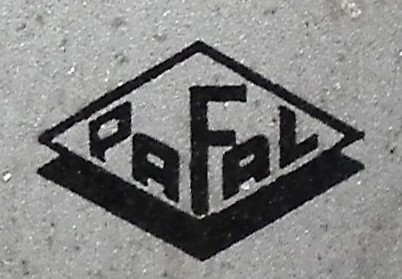
Logo z lat 60. XX wieku

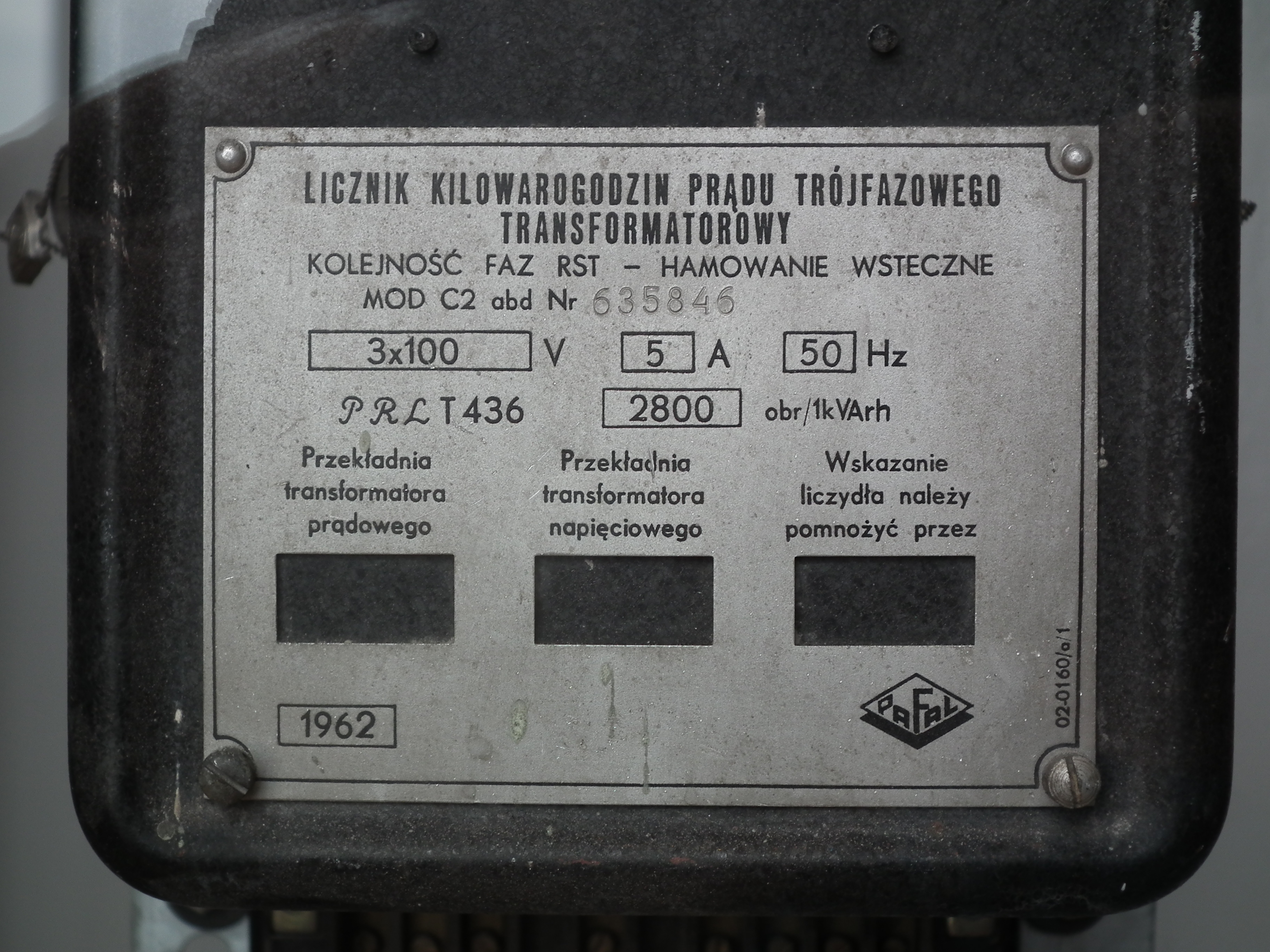
Transformatorowy licznik kilowatogodzin prądu trójfazowego z 1962

Historia przedsiębiorstwa sięga roku 1897, kiedy to w Świdnicy powstała spółka H. Aron Elektrizitätszähler-Fabrik, GmbH. Zakład ów był filią berlińskiego koncernu elektrycznego. W 1884 roku, gdy niemiecki elektrotechnik Hermann Aron skonstruował jeden z pierwszych użytkowych liczników energii elektrycznej oraz opatentował go, rozpoczęła się szybka i dynamiczna rozbudowa założonej przez niego firmy.
W 1897 roku zapadła decyzja o budowie zakładu w Świdnicy. Już w 1898 roku świdnicki zakład rozpoczął produkcję, zatrudniając początkowo 151 osób. Pierwszymi produktami wytworzonymi przez fabrykę były mechanizmy zegarowe do liczników elektrycznych. W 1900 roku fabryka wytwarzała większość części do liczników elektrycznych. Szybki i dynamiczny rozwój spowodował przekształcenia własnościowe firmy i już w 1929 roku przedsiębiorstwo, które było spółką z ograniczoną odpowiedzialnością, stało się towarzystwem akcyjnym. Nowy podmiot o nazwie Aron-Werke Elektrizitäts Aktiengesellschaft dalej się szybko rozwijał.
Po objęciu władzy przez Adolfa Hitlera fabrykę upaństwowiono, nadając jej nową nazwę Heliowatt-Werke Aktiengesellschaft. Okres powojenny który rozpoczął się 5 października 1945 roku zapisał się przejęciem obiektów byłej fabryki niemieckiej od sowieckiej administracji i przekazaniu jej polskim władzom. 3 sierpnia 1946 roku uroczyście otwarto Fabrykę Liczników i Zegarów Elektrycznych. Sztandarowym wówczas produktem był licznik jednofazowy typu EFK-1. Zakład też postawił na produkcję części do produkowanych przez siebie urządzeń, w efekcie czego już w 1947 roku ruszyła produkcja części. W 1948 roku Pafal opuścił 100-tysięczny licznik. Od 1952 roku fabryka eksportowała swe wyroby, m.in. do Chin, Turcji, Egiptu, Brazylii, Iranu, Grecji, Bułgarii, Jemenu, Pakistanu. Fabryka też zmieniła nazwę na Zakłady Wytwórcze Aparatury Precyzyjnej.
W 1960 roku firma ZWAP sprzedała licencję licznika A4 do Indii oraz brała udział w budowie fabryki specjalizującej się w wytwarzaniu tegoż licznika. Późniejsze lata to okres dalszych przemian. 13 maja 1964 r. na podstawie Zarządzenia Nr 102 Ministra Przemysłu Ciężkiego Pafal weszła, jako jednostka organizacyjna, w skład utworzonego Zjednoczenia Przemysłu Automatyki i Aparatury Pomiarowej „MERA”. Po włączeniu do zjednoczenia fabryka nosiła nazwę Zakłady Wytwórcze Aparatury Precyzyjnej MERA-PAFAL. Skrótowiec PaFaL pochodzi od nazwy Państwowa Fabryka Liczników. Lata 60. były intensywne w rozwijaniu konstrukcji liczników. W latach 1960–1965 uruchamiano produkcję nowych wyrobów z branży elektrotechniki motoryzacyjnej – zegarów kontrolnych, mikrosilniczków, czujników. Od 1968 roku przedsiębiorstwo otrzymało licencję na produkcję wskaźników i czujników przeznaczonych do Fiata 125p, które później eksportowano do produkowanego w ZSRR na licencji Fiata 124 samochodu WAZ. W latach 70. XX wieku prowadzono współpracę z Niemiecką Republiką Demokratyczną w zakresie produkcji liczników, a w latach 80. asortyment wyrobów powiększono o zestawy i czujniki do samochodów Fiat 126, Tarpan, Nysa, Star oraz osprzęt
elektryczny do licencyjnego ciągnika Massey Ferguson dla ZPC Ursus. Produkowany asortyment zmieniał się.
Kryzys gospodarczy lat 90. XX wieku nie dotknął w dużym stopniu Pafalu. Zakład posiadał własne środki pieniężne, zmodernizował park maszynowy a korzystnie zawarte kontrakty handlowe zapewniały płynność finansową przedsiębiorstwu. W 1991 roku Zakłady Wytwórcze Aparatury Precyzyjnej MERA-PAFAL zostały wpisane na listę 400 przedsiębiorstw przewidzianych do prywatyzacji w pierwszej kolejności.
W 1992 roku przekształcono ZWAP „Mera Pafal” w Fabrykę Aparatury Pomiarowej „Pafal” S.A. Fabryka dalej modernizowała się. W 1996 roku przedsiębiorstwo otrzymało Międzynarodowy Certyfikat Jakości ISO 9001:2000.
Zakład jest producentem liczników i urządzeń pomiarowych. Od 11 marca 2004 roku spółka Apator SA z siedzibą w Toruniu nabyła większościowy pakiet akcji FAP „PAFAL” S.A., dzięki czemu stała się spółką w grupie Apator.

## Produkty
Pafal jest producentem urządzeń pomiarowych, w szczególności liczników energii elektrycznej jedno i wielofazowych, urządzeń rejestrujących, systemów rozliczeń energii elektrycznej. Oferuje także swoje usługi w zakresie badań aparatury pomiarowej, w szczególności liczników energii elektrycznej jedno i wielofazowych, naprawy i ponownej legalizacji liczników energii elektrycznej jedno i wielofazowych, serwisu aparatury pomiarowej. Możliwe są także usługi takie jak lakierowanie detali (metal) czy obróbka metali za pomocą cięcia, gięcia, skrawania.